# Moskauer Bahnhof (Sankt Petersburg)

Der Moskauer Bahnhof (russisch Московский вокзал) von Sankt Petersburg gehört zu den fünf Hauptbahnhöfen der Stadt und ist ein Knotenpunkt vor allem bei Fernverbindungen nach Moskau und in viele andere Regionen Russlands.
Der Bahnhof und das Empfangsgebäude entstanden im Jahre 1847 mit der Teileröffnung der Bahnstrecke Sankt Petersburg–Moskau (auch Nikolai-Bahn genannt; so hieß der Bahnhof bis 1917 Nikolai-Bahnhof, russ. Николаевский вокзал). Der durchgehende Verkehr bis Moskau wurde 1851 aufgenommen. Das Gebäude wurde vom renommierten russisch-deutschen Architekten Konstantin Thon entworfen, der auch an der Entstehung des Moskauer Endbahnhofes der Strecke – des heutigen Leningrader Bahnhofes (damals ebenfalls Nikolai-Bahnhof) – maßgeblich beteiligt war. Von 1917 bis 1924 hieß der Bahnhof zu Ehren der Oktoberrevolution Oktoberbahnhof (russ. Октябрьский вокзал), bevor er seinen heutigen Namen erhielt.
Größere Umbauten wurden am Moskauer Bahnhofsgebäude in den Jahren 1950 bis 1952 sowie 1967 vorgenommen. In den 1950er Jahren wurde der Bahnhof an das damals neu entstandene U-Bahn-Netz angebunden. Er ist heute über zwei Metrostationen, Ploschtschad Wosstanija und Majakowskaja, direkt zu erreichen.
Neben den Fernzügen werden hier auch Nahverkehrszüge unter anderem Richtung Wolchow und Weliki Nowgorod abgefertigt.

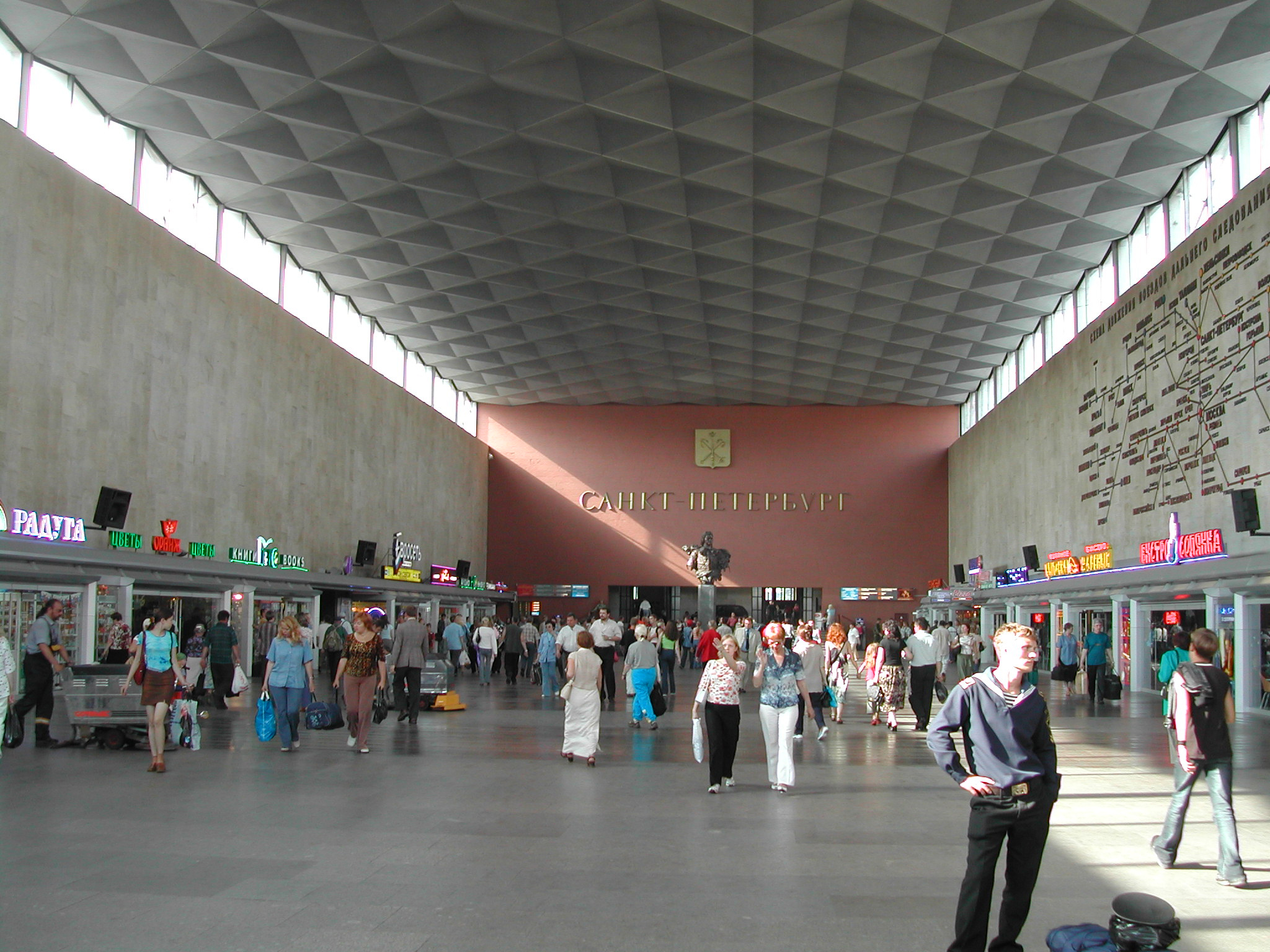
Innenansicht
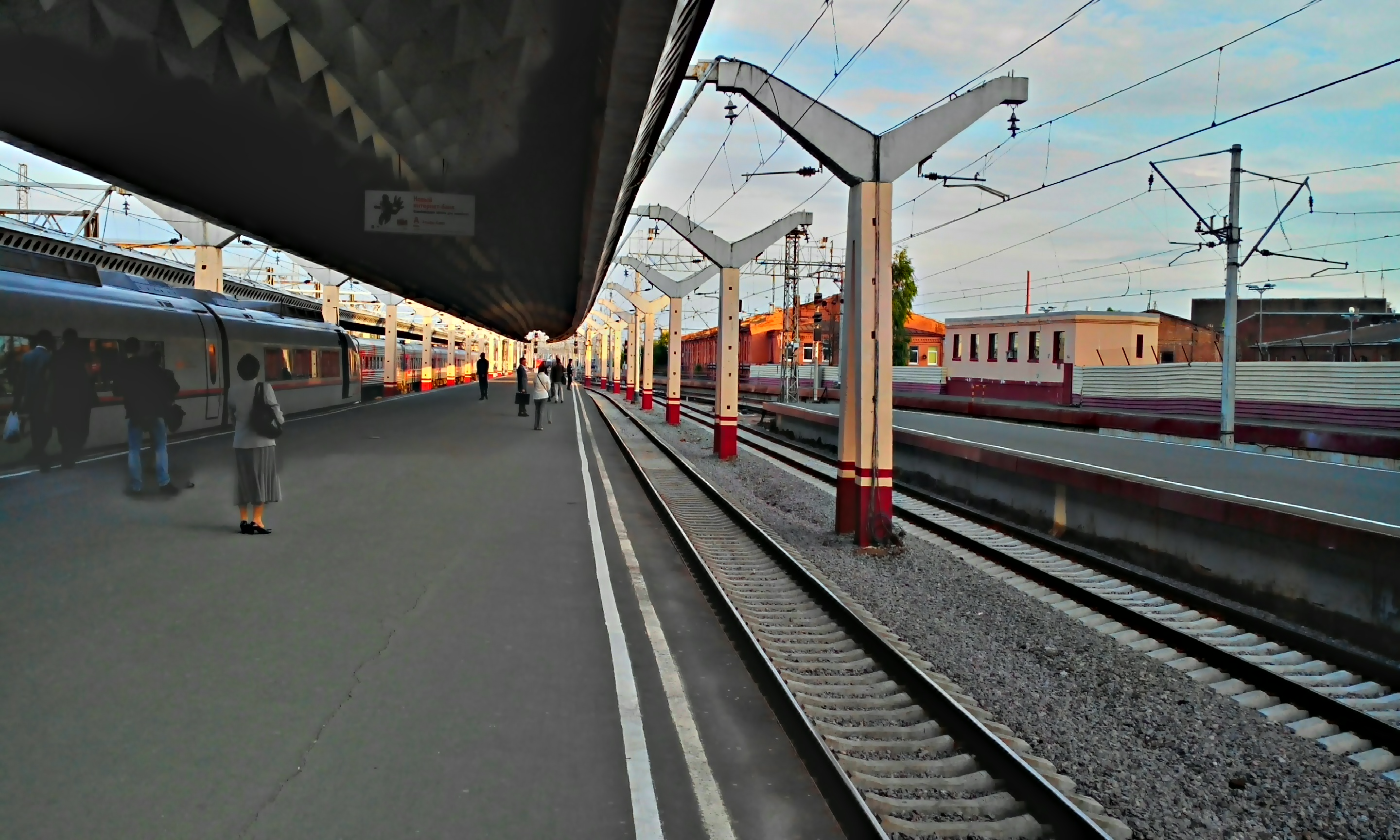
Bahnsteige
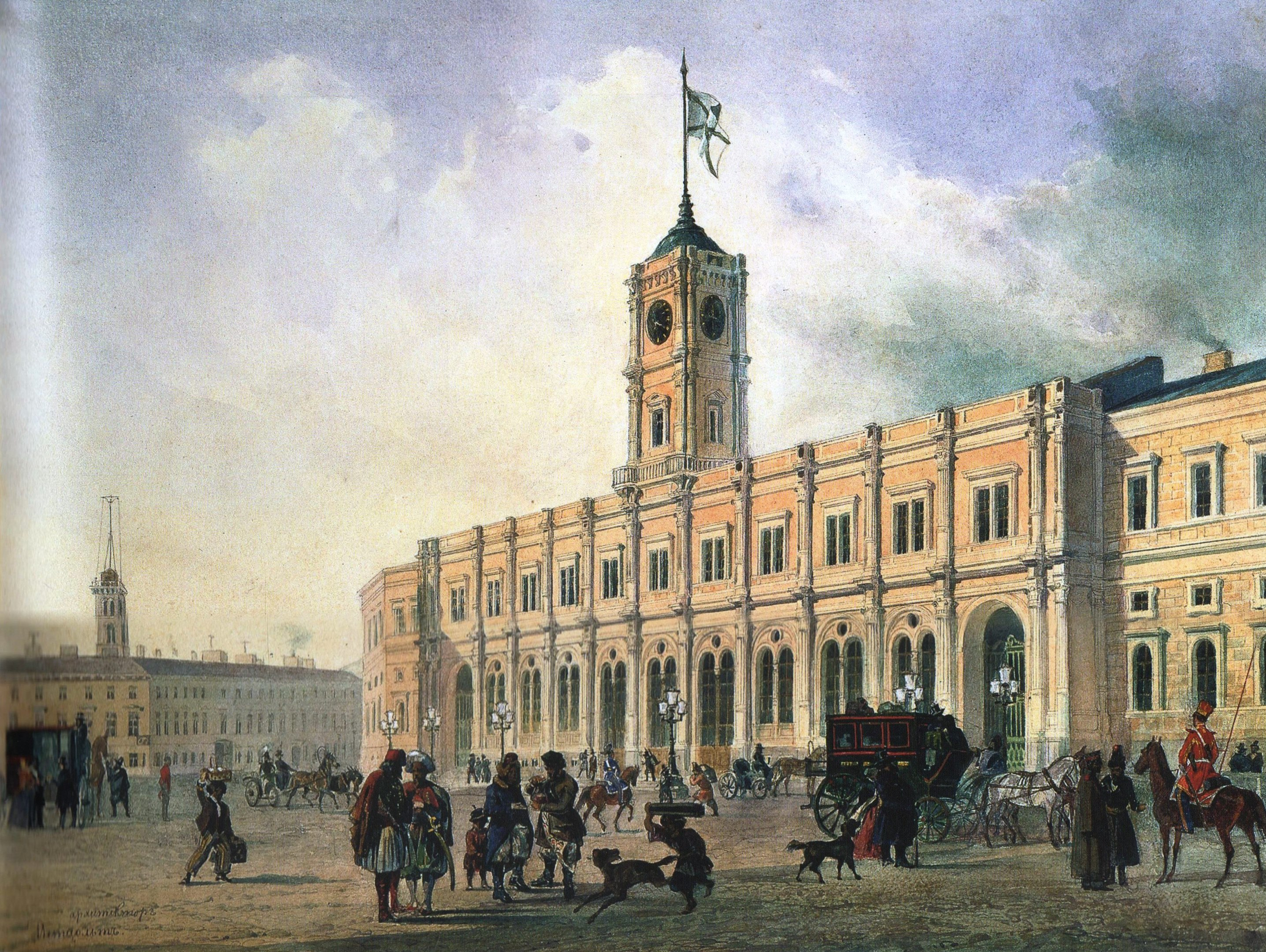
Der Nikolaibahnhof 1851 (August Pezold)
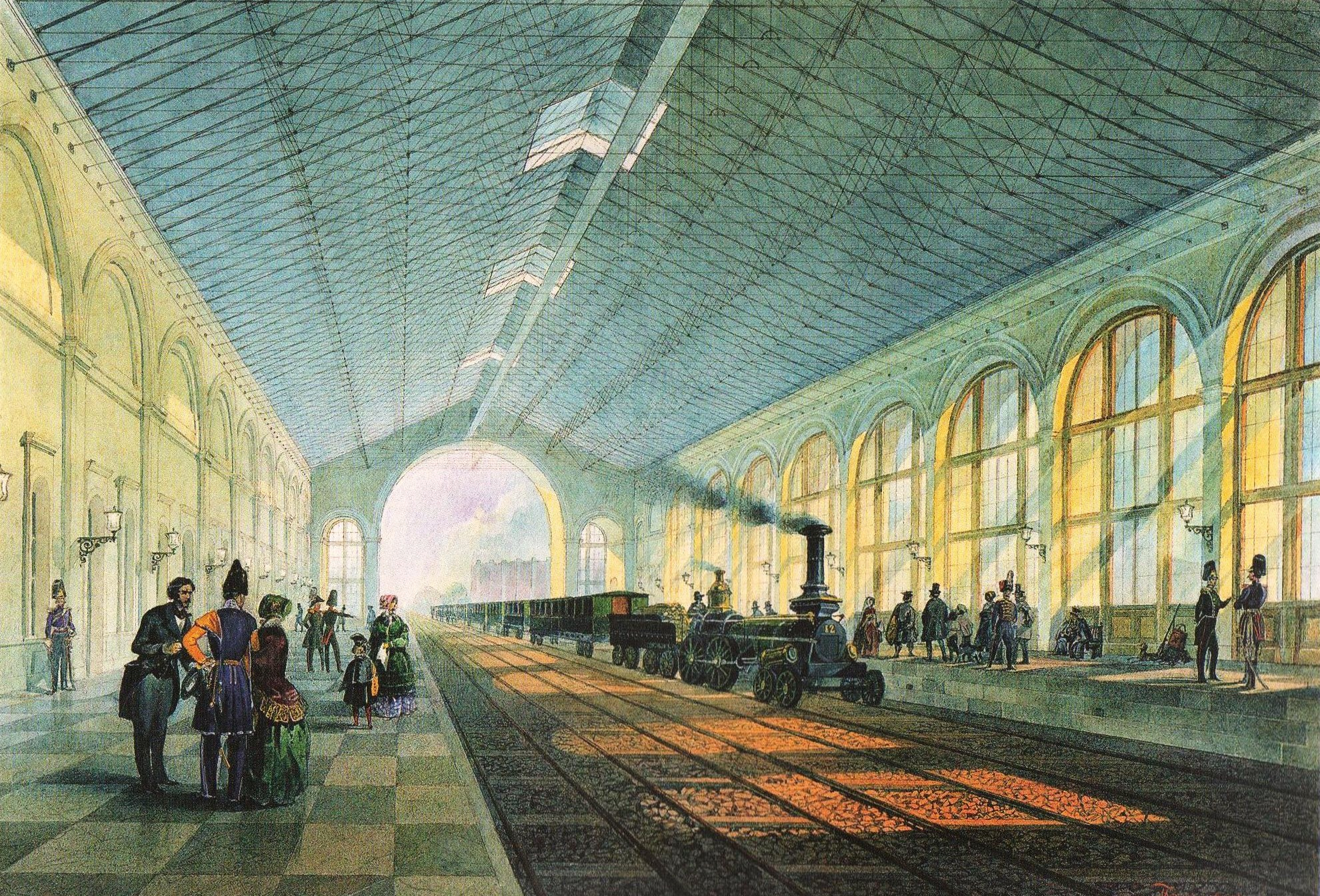
Bahnhofshalle (Pezold, 1851)